# Griffsysteme Klarinette

"
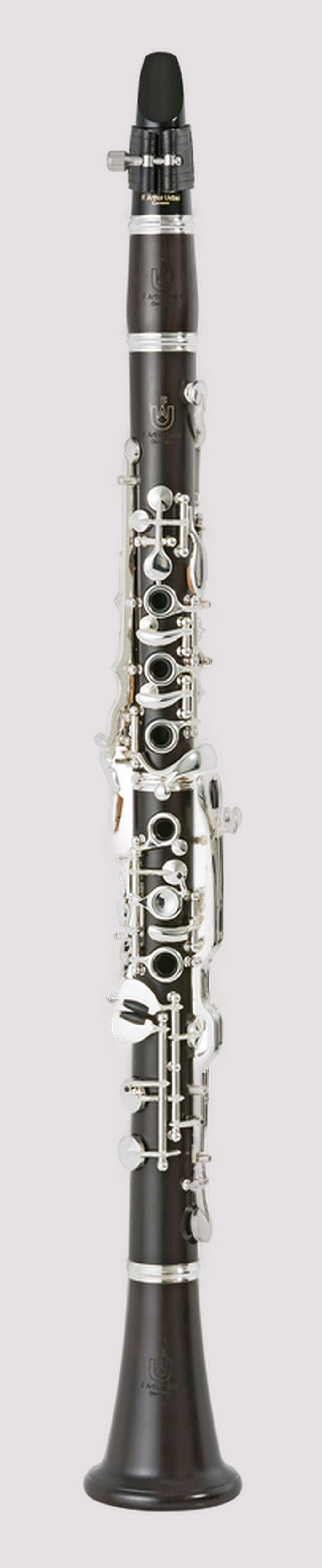
Deutsche Klarinette (Original Oehler mit 22 Klappen, 5 Ringen und einem Deckel), 1905
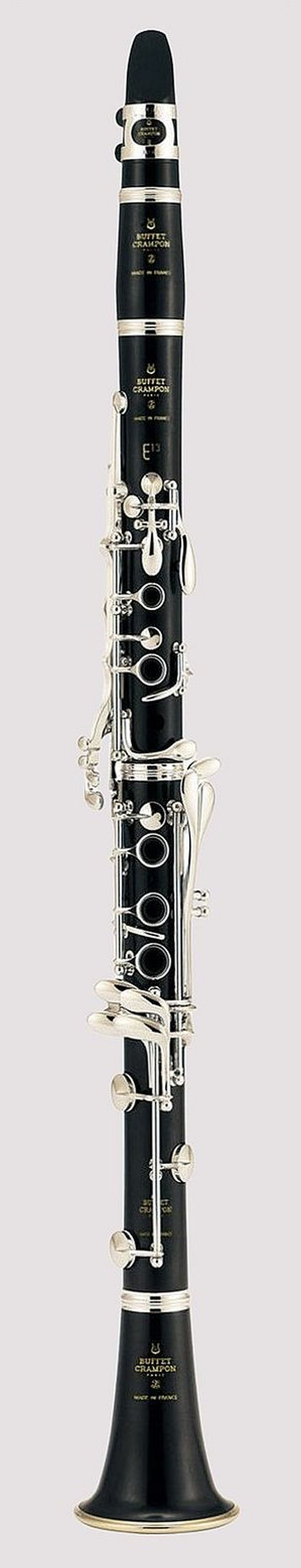
Französische Klarinette (Original Böhm mit 17 Klappen und 6 Ringen, 1843)

Als Griffsystem für ein Holzblasinstrument bezeichnet man die Art und Weise, wie der Spieler auf dem Instrument mit seinen Fingern unter Verwendung der auf dem Instrument angebrachten Klappen die auf dem Instrument möglichen Töne erzeugt. Dabei kann es für ein Instrument unterschiedliche Klappen- und damit Griffsysteme geben, die in der Regel auch mit unterschiedlichen Innenbohrungen des Instruments verbunden sind, die wiederum einen unterschiedlichen Klang zur Folge haben.

## Griffsysteme für die moderne Klarinette
Moderne Klarinetten werden in drei Griffsystemen hergestellt. Die beiden wichtigsten sind das das aus der historischen Klarinette weiter entwickelte deutsche System, auch Oehler-System genannt, und das französische, auch Böhm-System genannt. Dementsprechend spricht man von einer deutschen oder einer Oehler-Klarinette und von einer französischen oder einer Böhm-Klarinette.
Daneben gibt es noch das 1850 in Belgien entwickelte Albert-System; dazu wird auf den Artikel Albert-System-Klarinette verwiesen. Hier werden im weiteren nur die beiden zunächst genannten Systeme mit ihren Varianten beschrieben.

## Iwan-Müller-Klarinette

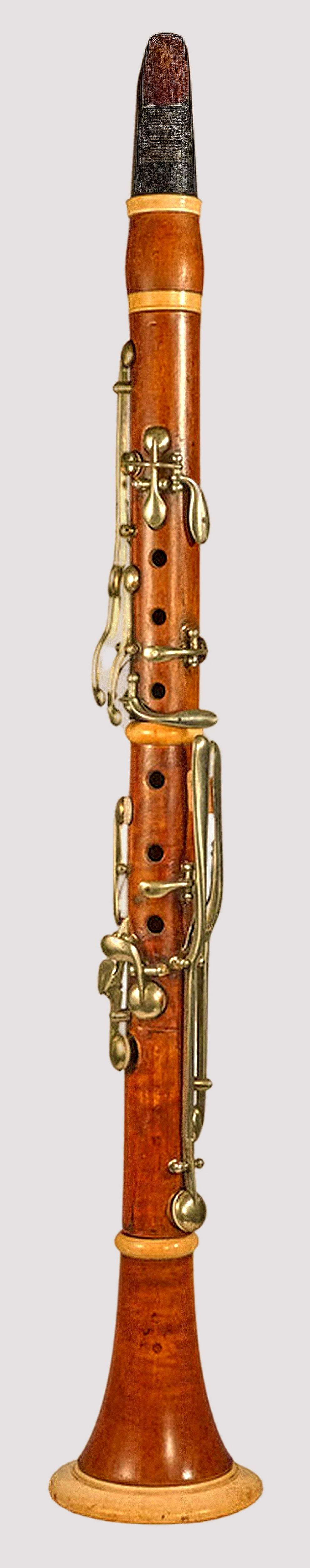
13 Klappen Klarinette nach Iwan Müller

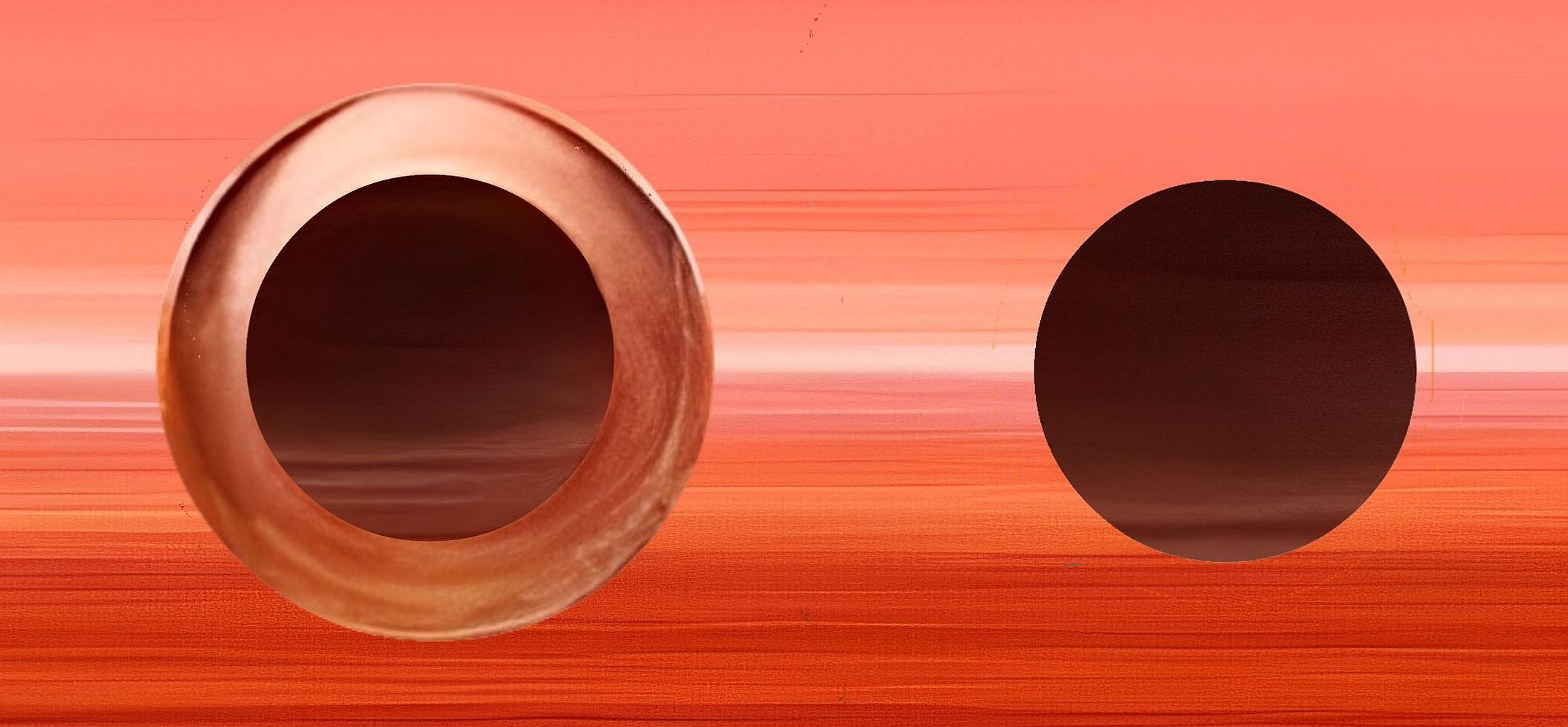
Versenktes Tonloch mit konischem Ring im Vergleich zu einem einfachen Tonloch

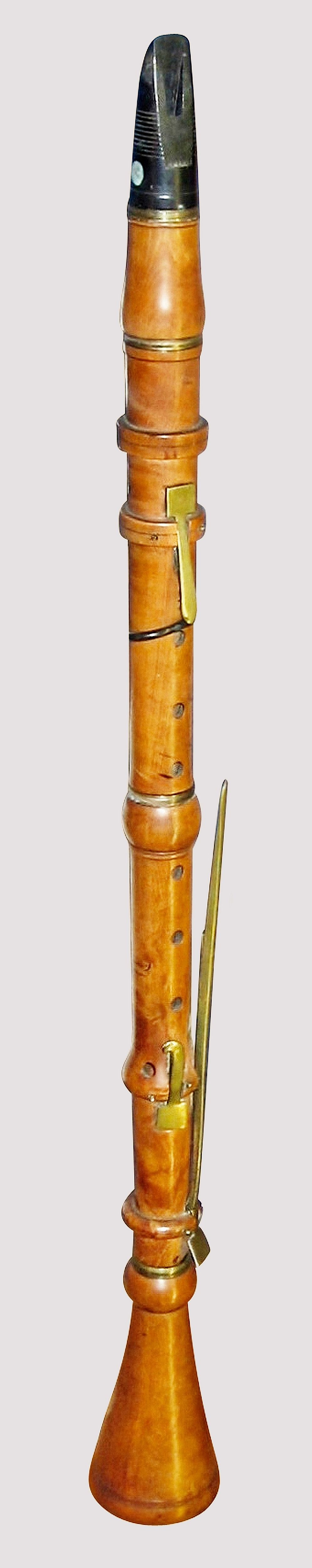
Frühe Klarinette mit 4 Klappen, Mundstück in Übersichblasen-Position

Zuvor wird ein Blick auf die Klarinette geworfen, die man als erste moderne Klarinette bezeichnen kann: die Anfang des 19. Jahrhunderts von dem deutschen Klarinettisten und Klarinettenbauer Iwan Müller (1781–1854) entwickelte Klarinette, deren Neuerungen den gesamten Bau von Holzblasinstrumenten revolutionierte.
Sowohl die französische wie die deutsche Klarinette wären nicht denkbar ohne diese Klarinette. Während bis dahin für die mit Klappen versehenen Tonlöcher unzulänglich schließende Polster aus Filz verwendet wurden – wegen der Unzulänglichkeiten der Klappen wurde deren Anzahl auch gering gehalten –, entwickelte Müller Lederpolster; im Zusammenhang damit versenkte er die Tonlöcher für die Klappen und umgab sie mit erhobenen konischen Ringen (Zwirlen). Schließlich ersetzte er die bis dahin gebräuchlichen Klappen mit Kippmechanik weitestgehend durch Löffelklappen. All das zusammen führte dazu, dass die Tonlöcher bei Betätigung der Klappen perfekt geschlossen wurden. Das wiederum erlaubte es, die Klarinette nunmehr statt der üblichen 7 zunächst mit 13 Klappen auszustatten. Diese drei Erfindungen sind bis heute Bestandteil jeder Klarinette und werden auch bei anderen Holzblasinstrumenten verwendet. Sodann widmete sich Müller der bis dahin unzulänglichen Intonation der Klarinette, die er durch eine andere Anordnung der Tonlöcher verbunden mit der neuen Mechanik wesentlich verbessern konnte, so dass es möglich wurde, fast in jeder Tonart problemlos zu spielen. Außerdem erfand er die Blattschraube und – immens bedeutsam – die Daumenstütze. Letztere schuf durch eine günstigere Gewichtsverteilung die Möglichkeit des Untersichblasens an Stelle des Übersichblasens, bei dem das Mundstück aus heutiger Sicht verkehrt herum aufgesteckt war, also mit dem Blatt nach oben – sh. Abbildung „Frühe Klarinette“ –, mit den damit verbundenen Problemen, insbesondere beim Staccato. Nach einigen Anlaufschwierigkeiten wurde die Müller-Klarinette nach ihrer Vorstellung 1809 nach und nach, vor allem in den 20er Jahren des 19. Jahrhunderts der Standard weltweit.

## Böhm-System / Französisches System
Die Böhm-Klarinette wurde zwischen 1839 und 1843 in Frankreich von dem Klarinettisten Hyacinthe Klosé und dem Instrumentenbauer Louis Auguste Buffet durch teilweise Übertragung des kurz zuvor von dem Flötisten und Flötenbauer Theobald Böhm für die Querflöte erfundenen Klappen- und Brillensystems auf die Klarinette entwickelt. Sie erhielt 17 Klappen und eine Brille mit 2 Ringen am Oberstück und eine mit drei Ringen am Unterstück und zusätzlich einen Ring um das Tonloch für den rechten Daumen an der Unterseite des Oberstücks. Sie war leichter zu spielen als die Müller-Klarinette oder gar ein historisches Instrument mit vier bis sieben Klappen und eröffnete neue Spielmöglichkeiten. Besonders charakteristisch war dabei die neue redundante Klappentechnik am Unterstück für die beiden kleinen Finger mit vier Klappen für den rechten und drei für den linken Finger gegenüber je zwei Klappen bisher und ohne Redundanz. Jedoch erforderten insbesondere diese Klappen eine weitere Innenbohrung mit einem deutlich größeren Konus am unteren Teil des Unterstücks des Instruments. Die dadurch bedingte Beeinträchtigung des Intonation wurde durch Verlängerung des Unterstücks und damit der Klarinette insgesamt um 10 bis 15 mm und entsprechenden Versatz der unteren Tonlöcher ausgeglichen. Hinzu kamen eine breitere Unterschneidung der Tonlöcher und ein breiteres Mundstück, das wiederum andere Blätter bedingte. Durch diese Operationen ging aber der charakteristische Klang der Klarinette verloren, der Mozart so sehr fasziniert hatte.

## Oehler-System / Deutsches System

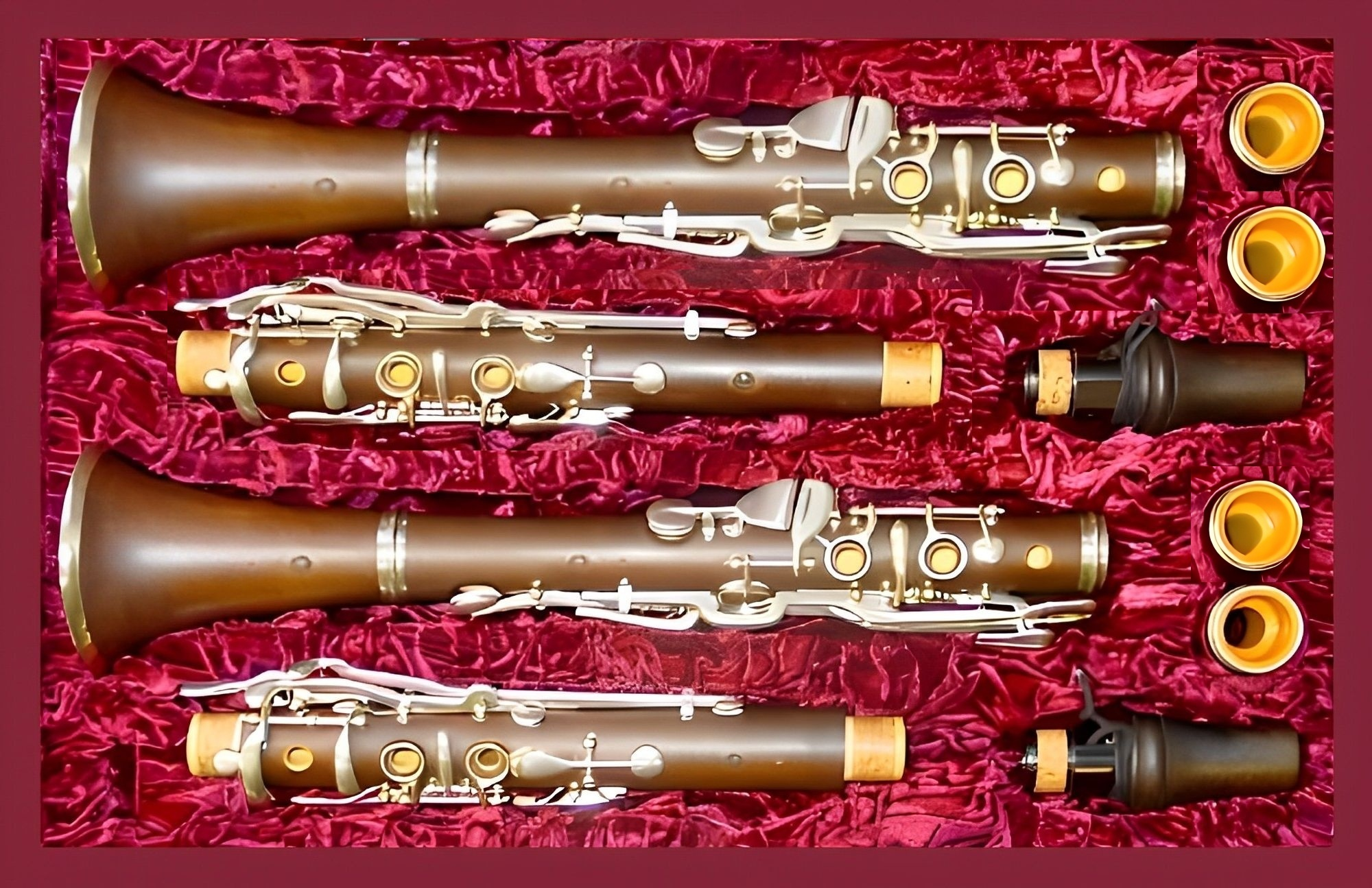
Ein Satz Ottensteiner (Nachbau aus braunem Buchsbaum von Andreas Schöni, Bern)

Es dauerte nicht lange, bis das Ringklappensystem der Böhmflöte und der Böhmklarinette auf die Müller-Klarinette und auch andere Holzblasinstrumente übertragen wurde. Man findet es neben weiteren Entwicklungen und einer höheren Anzahl der Klappen insbesondere in der um 1860 entstandenen Bärmann/Ottensteiner-Klarinette. Diese wurde Anfang des 20. Jahrhunderts in mehrjähriger Arbeit durch den Klarinettisten und Instrumentenbauer Oskar Oehler weiter perfektioniert. Er erhöhte die Anzahl der Klappen auf 22 und fügte dem Brillensystem der Böhm-Klarinette einen 3. Ring am Oberstück hinzu. Außerdem schloss er das mittlere Tonloch am Unterstück und ersetzte den Ring durch einen Deckel. Dieser schließt bei Betätigung zwei Klappen auf der rechten Seite, die das unter dem Deckel nicht mehr vorhandene Tonloch ersetzten. Nunmehr gab es zwei technisch voll entwickelte und in etwa gleichwertige Griffsysteme.
In beiden Systemen gibt es Klarinetten, die mit einer größeren oder geringeren Anzahl an Klappen ausgestattet sind, auch solchen, die nicht von Oehler bzw. Klosé/Buffet, sondern von späteren Klarinettenbauern erdacht wurden. Gleich, ob nun mehr oder weniger Klappen, handelt es sich prinzipiell jeweils um dasselbe System, das deutsche oder das französische, wie sie seit der Entwicklung von Oehler vorzugsweise genannt werden.
Trotz hoch entwickelter Mechanik weist jedes System beachtliche Mängel auf. Beim deutschen System gibt es zwei, die das französische System nicht hat:
1. Bei den Verbindungen e-cis’ (h’-gis’’) und fis-cis’ (cis’’-gis’’) muss man mit dem linken kleinen Finger von der einen zu der anderen Klappe rutschen, ein äußerst ungünstiger Griffwechsel, der beim französischen Griffsystem dadurch vermieden wird, dass man e bzw. h’ und fis bzw. cis’ alternativ auch mit dem rechten kleinen Finger greifen kann. Das Rutschen kann allerdings durch eine breite Rolle an der fis/gis’’-Klappe erleichtert werden, die aber an den meisten Klarinetten nicht vorhanden ist.
2. In der unteren Lage muss man bei der Verbindung des’-es’-f’ zwischen es’ und f’ mit dem Zeigefinger von einer Trillerklappe zur nächsten rutschen, ebenfalls sehr ungünstig. Beim französischen System gibt es das Problem nicht, weil das f’ anders gegriffen wird als beim deutschen System. Es gibt allerdings eine Abhilfe durch den längere Zeit nach Oehler erfundenen Gabel-Mechanismus für f’, der jedoch eher selten verbaut wird, standardmäßig allerdings bei der unten beschriebenen Schmidt-Kolbe-Klarinette.
Mängel des französischen Systems:
1. Für cis’’’ gibt es keinen Hilfsgriff. Das deutsche System hat den enormen Vorteil, dass man cis’’’ „leer“ oder „offen“ greifen kann (wie c’’’ auf der französischen Klarinette: Überblasklappe gedrückt, Loch für den linken Daumen geschlossen, alle anderen Tonlöcher offen). Die Verbindung vom zweiten zum dritten Register ist daher beim deutschen System wesentlich leichter.
2. Im dritten Register setzen sich die Nachteile des französischen Systems gegenüber dem deutschen fort. Die Griffkombinationen cis’’’-d’’’-dis’’’ sind deutlich schwerer zu spielen als beim deutschen System, bei dem man d’’’ und dis’’’ (und die höheren Töne mit Ausnahme von b’’’ und h’’’) ohne den rechten kleinen Finger greifen kann.
3. Weniger gravierend: a) beide möglichen Griffe für fis’ sind bei den meisten Intervallen recht ungünstig, b) ebenfalls ungünstig: bei c’’’ wird die Klarinette nur mit den beiden Daumen gehalten, c) am Unterstück müssen die Finger weiter gespreizt werden.
Somit gibt es Passagen, die mit einer Oehler-Klarinette und andere, die mit einer Böhm-Klarinette schwieriger zu spielen sind (in Grenzfällen bei entsprechendem Tempo dazu noch in Legato auch gar nicht).
Verbreitung: Das deutsche System ist heute nur noch in Deutschland und Österreich verbreitet, das französische im Rest der Welt.

## Variante 1 der französischen Klarinette: die Voll-Böhm-Klarinette

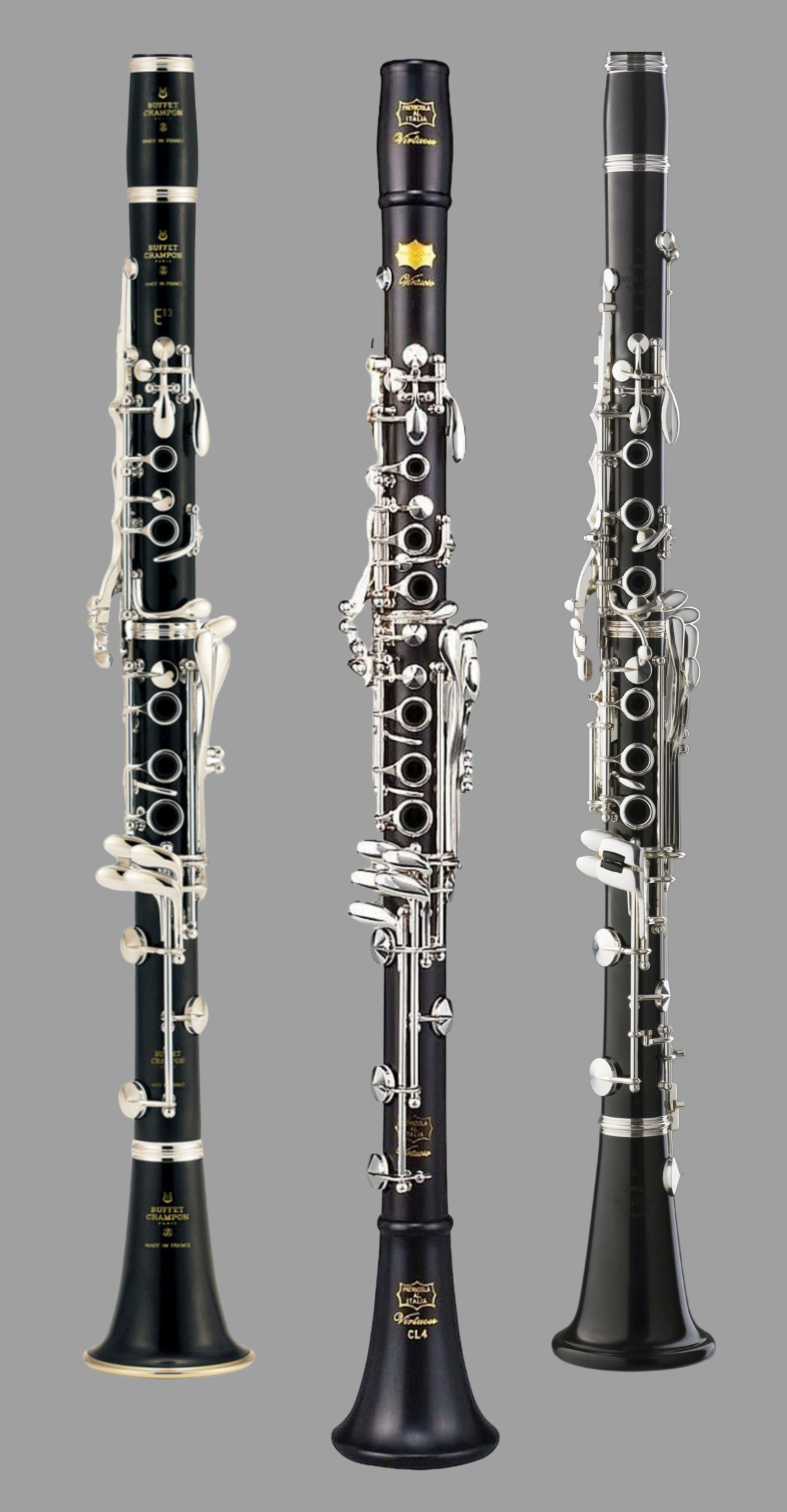
1. Standard Böhm Klarinette mit 17 Klappen und 6 Ringen 2. Voll-Böhm- Klarinette, mit 19 Klappen und 7 Ringen, Es-Heber und Tonumfang bis tief es, 3. Reform-Böhm-Klarinette mit 20 Klappen und 7 Ringen.

Die 1870 von Buffet Crampon entwickelte sog. Voll-Böhm-Klarinette unterscheidet sich von der Standard Böhm-Klarinette auf jeden Fall dadurch, dass das untere der drei Tonlöcher des Oberstücks wie die beiden anderen ebenfalls von einem Ring umgeben ist. Dadurch wird, wie bei der deutschen Klarinette, für das zweigestrichene b zusätzlich ein Gabelgriff möglich, der allein am Oberstück ausgeführt wird (mit linkem Zeige- und Ringfinger). Hinzu kommt eine weitere Klappe am Unterstück mit Heber zwischen dem oberen und dem mittleren Tonloch. Weiterhin ist diese Klarinette mit einem Es-Heber (für das zweigestrichene es und das kleine as) für den linken kleinen Finger versehen, der allerdings auch bei Standard Böhm-Klarinetten optional zu haben ist. Zudem reicht der Tonumfang nach unten bis zum kleinen es statt, wie normal, bis e, wodurch das Instrument um einige Zentimeter länger wird.
Voll-Böhm-Klarinetten sind heute eher selten anzutreffen und werden nur noch von wenigen Herstellern angeboten, z. B. von Fratelli Patricola (sh. Abbildung).

## Variante 2 der französischen Klarinette: die Reform-Böhm-Klarinette
Die Innenbohrungen von Klarinetten sind nicht durchgehend zylindrisch, sondern weisen entweder nur oder vorzugsweise am Unterstück einen mehr oder weniger starken Konus auf mit Einfluss auf den Klang. In der zweiten Hälfte der 1940er Jahre entwickelte der deutsche Klarinettenbaumeister Fritz Wurlitzer eine Klarinette mit französischem Griffsystem, bei der er die Bohrung so veränderte, dass sie vom Klang her annähernd der deutschen Klarinette entsprach. Vor allem reduzierte er die Konizität von 7 auf 4,5 mm und veränderte auch das Mundstück. Diese Variante findet bis heute unter den Böhm-Klarinettisten in einer Reihe von Ländern eine wenn auch wohl allmählich abnehmende Zahl an Liebhabern. Sie wird vornehmlich von der Manufaktur Herbert Wurlitzer hergestellt.
Es gab noch weitere Varianten des französischen Griffsystems, die sich jedoch nicht durchsetzen konnten und nicht mehr gebaut werden: das Mazzeo-System, das McIntyre-System und das Benade NX-System.

## Variante der deutschen Klarinette: die Wiener Klarinette
Es gibt innerhalb desselben Griffsystems Unterschiede in den Innenbohrungen. Diese können enger oder weiter sein. So kann z. B. bei der einen B-Klarinette der engste Durchmesser oben am Oberstück 14 mm betragen und bei einer anderen 15 mm. Österreichische Klarinettisten und Klarinettenbauer haben den sogenannten „Wiener Klang“ entwickelt, der eine weitere Bohrung, aber auch breitere Mundstücke und Blätter erfordert. Insoweit spricht man von der „Wiener Klarinette“ oder dem „Wiener Modell“ einer im Prinzip deutschen Klarinette.

## Historische Variante der deutschen Klarinette: die Schmidt-Kolbe-Klarinette

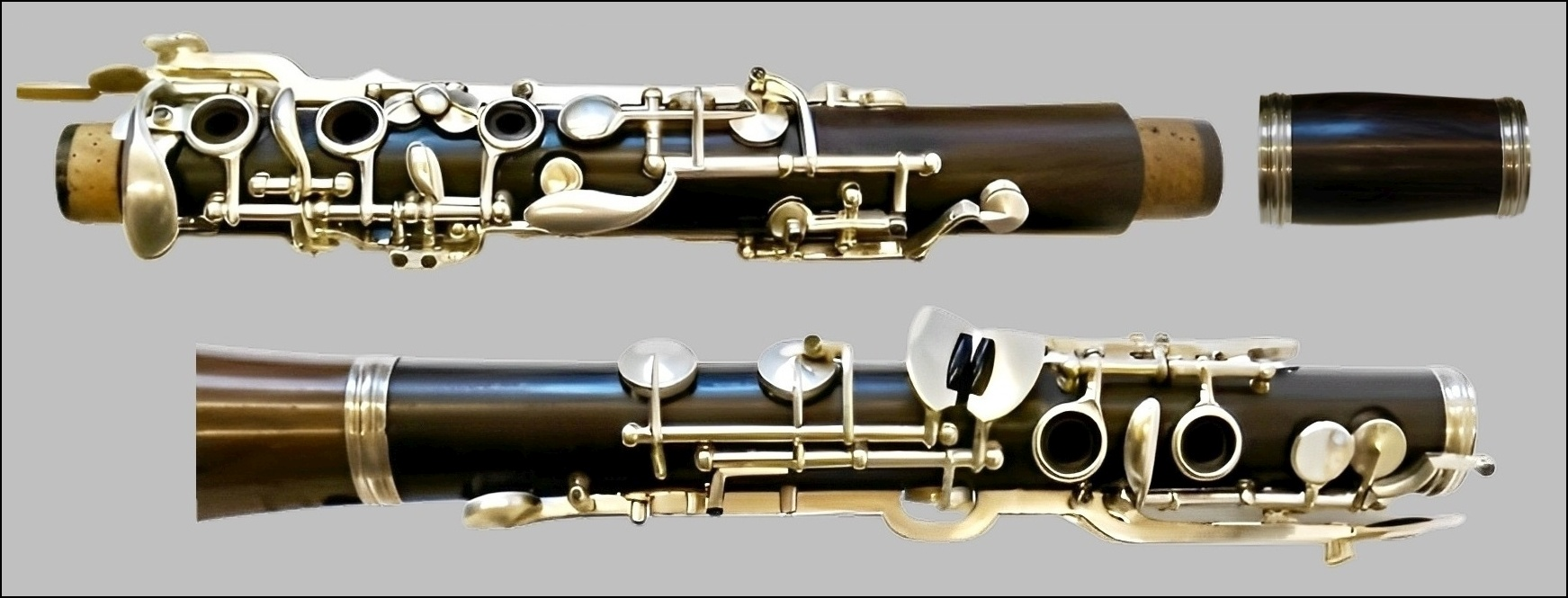
Schmidt-Kolbe-Klarinette von Fritz Wurlitzer

Kurz nach dem Erscheinen der Oehler-Klarinette und als Kritik an ihr entwickelte der Mannheimer Klarinettist  Ernst Schmidt  in Zusammenarbeit mit einem Wissenschaftler der Akustik eine weitere und zudem patentierte Klarinette mit deutschem Griffsystem, jedoch in anderer Bauweise und mit teilweise anderen bzw. zusätzlichen Mechanismen ausgestattet, die bestimmte Mängel der Oehler-Klarinette nicht aufwies.
Ihren Namen erhielt diese Klarinette durch den Instrumentenbauer Louis Kolbe, Altenburg, mit dem Schmidt zunächst zusammenarbeitete. Nach Überarbeitung übernahm Fritz Wurlitzer (1888–1984), der Vater von Herbert Wurlitzer, 1937 den Bau dieses Klarinettentyps (zeitweise auch die Firma Hammerschmidt), wobei er weiterhin auch Oehler-Klarinetten  herstellte. Mit Beendigung seiner Berufstätigkeit in den 1970er Jahren  ging das Know-how für die aufwändige Herstellung der Schmidt-Kolbe-Klarinette, die von erstrangigen Solisten wie Rudolf Gall gespielt wurde, verloren.
Zur Bauweise wird auf den Hauptartikel verwiesen.

## Variante zwischen den Systemen: die Hybridklarinette
Schon nach einer Veröffentlichung aus 2007 „ist in jüngster Zeit verstärkt festzustellen, dass immer mehr Profi-Klarinettisten in Zusammenarbeit mit Instrumentenbauern individuelle, für die Bedürfnisse der Musiker konstruierte Instrumente entwickeln lassen, die entweder auf dem deutschen oder französischen System basieren“. Für solche ausschließlich von deutschen Klarinettenmanufakturen, z. B. Seggelke Klarinetten und Dietz Klarinettenbau, angebotenen Klarinetten wird von einigen die Bezeichnung Hybridklarinette, von anderen Klarinette in modularer Bauweise verwendet. Ausgangspunkt dafür ist allerdings, jedenfalls bisher, eine Klarinette mit französischem Griffsystem, die wahlweise mit traditioneller oder erweiterter französischer Bohrung oder mit deutscher Bohrung angefertigt wird, zudem am Oberstück wahlweise mit französischer oder deutscher Brille sowie optional mit einer Reihe von zusätzlichen Mechanismen, die von der deutschen Klarinette übernommen oder inspiriert wurden. Das Aussehen einer solchen Klarinette ähnelt dem einer Reform-Böhm-Klarinette mit erweiterter Mechanik, wie oben abgebildet. Wenn sie mit deutscher Bohrung und deutschem Mundstück gefertigt wurde, ist sie mit einer Reform-Böhm-Klarinette identisch. Klarinetten dieser Art finden weltweit Abnehmer, wenn auch wegen des hohen Preises nur relativ wenige, z. B. die israelische Klarinettistin Shirley Brill und der amerikanische Klarinettist Charles Neidich.